# Сыздыков, Тургун Искакович
Тургун Искакович Сыздыков (род. 2 августа 1947, с. Луганка, Чистопольский район, Кокшетауская область, Казахская ССР) — казахстанский государственный деятель.

## Биография
Родился 2 августа 1947 года в селе Луганка Чистопольского района Кокшетауской области.
В 1967 году — слесарь, механик совхоза «Червонный» Куйбышевского района Кокчетавской области
С 1967 по 1968 годы — слесарь на заводе «Казахсельмаш» г. Целиноград.
С 1968 по 1970 годы — мастер производственного обучения СПТУ № 81 с. Рузаевка Кокчетавской области, одновременно являлся секретарем комитета комсомола СПТУ, затем инструктором Рузаевского районного комитета ВЛКСМ.
С 1975 по 1980 годы — второй, а затем первый секретарь Рузаевского районного комитета комсомола.
С 1980 по 1985 годы — секретарь парткома совхоза им. XV Съезда КПСС Рузаевского района Кокчетавской области.
С 1985 по 1990 годы — инструктор, ответственный организатор отдела организационно-партийной работы Кокчетавского областного комитета КПСС.
В 1990 году — второй секретарь Чистопольского райкома КПСС Кокчетавской области.
С 1991 по 1992 годы — главный специалист совета по вопросам приватизации Чистопольского района.
С 1992 по 1993 годы — глава Совета народных депутатов Чистопольского района.
С 1993 по 1994 годы — первый заместитель главы администрации Чистопольского района.
С 1994 по 1996 годы — глава администрации Ленинградского района Кокшетауской области.
С 1996 по 1998 годы — работа в аппаратах Акимов Кокшетауской и Северо-Казахстанской областей на должностях инструктора, заместителя заведующего, заведующего организационно-кадровым отделом.
С 1998 по 1999 годы — директор ТОО «Когалажар» (с. Гавриловка Северо-Казахстанской области), директор Рузаевской сельскохозяйственной опытной станции (с. Рузаевка Северо-Казахстанской области).
С 2000 по 2003 годы — начальник ГККП «Хозяйственное управление Акима Акмолинской области».
С 2003 по 2013 годы — руководитель аппарата Акмолинского областного маслихата.
С 2013 по 2014 годы — советник ректора Кокшетауского государственного университета им. Ш. Уалиханова.
В 2014—2016 гг. — секретарь Центрального Комитета Коммунистической Народной партии Казахстана.

## Награды
- Орден Курмет (2016 года)[1]
- Медаль «25 лет независимости Республики Казахстан» (2016 год)[2]
- Почётная грамота Верховного Совета Казахской ССР (1979 года) и др.